# Línea SE726 (EMT Madrid)
El Servicio Especial (S.E.) codificado como SE726 de la EMT de Madrid conectaba las estaciones de Plaza de Castilla y Colombia durante las obras de renovación de la línea 9 de Metro de Madrid entre el 1 y el 31 de agosto de 2021.

## Características
Esta línea empezó a prestar servicio el 1 de agosto de 2021 cubriendo parte del recorrido de la línea 9 de metro, cerrada por obras. Era gratuita para los usuarios, pues se trata de un servicio especial consensuado entre ambos operadores de transporte.
Efectuaba una parada en las inmediaciones de cada una de las estaciones del tramo cubierto. En la última estación en cada sentido tenía además una parada para el descenso de viajeros.

### Frecuencias
| de lunes a viernes laborables |         |
| de 6:00 a 7:00                | 7-8 min |
| de 7:00 a 23:00               | 4-6 min |
| de 23:00 a 2:00               | 5-9 min |
| sábados, domingos y festivos  |         |
| todo el día                   | 6-9 min |

## Recorrido y paradas

### Sentido Colombia
| Estación sustituida | Código | Parada            | Común con     | Conexiones con Metro | Otros |
| ------------------- | ------ | ----------------- | ------------- | -------------------- | ----- |
| Plaza de Castilla   | 30     | PLAZA DE CASTILLA | 5 70 107 129  | Plaza de Castilla    |       |
| Duque de Pastrana   | 4908   | Duque de Pastrana |               |                      |       |
| Pío XII             | 114    | Pío XII           | 16 29 150 N1  |                      |       |
| Colombia            | 440    | Colombia          | 7 16 29 51 N1 | Colombia             |       |
| Colombia            | 4852   | COLOMBIA          |               | Colombia             |       |

### Sentido Plaza de Castilla
| Estación sustituida | Código | Parada            | Común con           | Conexiones con Metro | Otros |
| ------------------- | ------ | ----------------- | ------------------- | -------------------- | ----- |
| Colombia            | 4852   | COLOMBIA          |                     | Colombia             |       |
| Pío XII             | 115    | Pío XII           | 16 29 150 N1        |                      |       |
| Duque de Pastrana   | 266    | Duque de Pastrana | 70 107              |                      |       |
| Plaza de Castilla   | 31     | Plaza de Castilla | 5 66 70 107 129 174 | Plaza de Castilla    |       |
| Plaza de Castilla   | 30     | PLAZA DE CASTILLA | 5 70 107 129        | Plaza de Castilla    |       |